# Road Rash 64
Road Rash 64 es un videojuego de carreras desarrollado por Pacific Coast Power and Light y publicado por THQ para Nintendo 64. El juego es el quinto de seis entregas en la serie de videojuegos Road Rash, la única entrada publicada por THQ y la única que se lanzó para la plataforma Nintendo 64.

## Jugabilidad
El juego se juega de manera similar a los juegos anteriores desarrollados en la serie Road Rash, en la que el jugador compite con su motocicleta contra otros motociclistas. Mientras corre, el jugador tiene la opción de golpear o usar armas para atacar a otros corredores, para ralentizar su progreso. El objetivo final es colocarse primero en la carrera y dañar a otros para ganar más dinero para mejorar la motocicleta del jugador. Por el contrario, el peor escenario es ser "atrapado" por oficiales de policía, quienes intervienen cuando las situaciones se vuelven demasiado agitadas o los corredores los dañan, lo que le cuesta dinero al jugador. Si el jugador no pudo pagar la multa, el juego termina. En una situación similar, también era posible perder sin ser arrestado; si los daños de un jugador se vuelven lo suficientemente agudos, la motocicleta se enviará a un mecánico que cobrará las piezas y la mano de obra para volver al juego. No poder pagar la factura del mecánico tenía las mismas consecuencias que ser arrestado y no poder pagar.
A diferencia de los juegos anteriores de la serie, que usaban un solo camino largo en lugares independientes, el juego se llevó a cabo en rutas establecidas a través de un sistema de caminos interconectados. Las rutas de carrera se ensamblaron a partir de segmentos de carreteras ramificados. Otra característica nueva es el Modo Policía, que permite a los jugadores cambiar de rol como un oficial de policía que intenta "atrapar" a los otros corredores.

## Música
El juego incluía música con licencia de bandas como Sugar Ray, CIV, The Mermen y Full on the Mouth. Sugar Ray contribuyó con dos canciones, una de las cuales fue "Mean Machine", de su álbum debut Lemonade and Brownies.

## Desarrollo
A diferencia de la mayoría de los juegos de la serie, no fue desarrollado ni publicado por Electronic Arts, sino por Pacific Coast Power and Light y publicado por THQ respectivamente. Originalmente, se pensó que el juego era una adaptación directa del juego Road Rash 3D para PlayStation. Sin embargo, ese juego terminó enfatizando mucho más el aspecto de las carreras, mientras que este juego se consideró un "replanteamiento completo" del juego, con un énfasis mucho mayor en el combate, similar a juegos anteriores, como Road Rash II.
El juego fue diseñado para usar modelos de polígonos muy bajos, texturas de baja resolución y pocos efectos especiales para soportar la abundancia de acción en pantalla, al mismo tiempo que se puede mantener una alta velocidad de fotogramas. Con la adición del Expansion Pak en el sistema Nintendo 64, las opciones de gráficos alternativos, la configuración de pantalla ancha, buzón y alta resolución estaban disponibles para elegir. además de la configuración de gráficos predeterminada.

## Recepción
El juego recibió reseñas "promedio" de acuerdo con el sitio web agregador de reseñas GameRankings. GameSpot elogió el juego por ser divertido en última instancia, especialmente con el modo multijugador, pero criticó los gráficos borrosos y el sonido y la música repetitivos. IGN fue más positivo sobre el sonido y la música, y elogió el juego por su combate divertido y la forma en que el juego cuenta los logros de combate del jugador al final de la carrera. Ellos también se quejaron de los gráficos del juego y de que el juego era mucho menos entretenido cuando se jugaba para un solo jugador. Del mismo modo, AllGame criticó los gráficos, es decir, los cursos y los modelos de personajes, como aburridos y repetitivos, pero finalmente descubrió que el juego era divertido de la misma manera que la trilogía de Road Rash estaban en el Sega Genesis.